# Yemen en los Juegos Olímpicos de Atlanta 1996
Yemen estuvo representado en los Juegos Olímpicos de Atlanta 1996 por cuatro deportistas masculinos que compitieron en dos deportes.
El portador de la bandera en la ceremonia de apertura fue el luchador Abdulá Al-Izani. El equipo olímpico yemení no obtuvo ninguna medalla en estos Juegos.